# Jaworzno

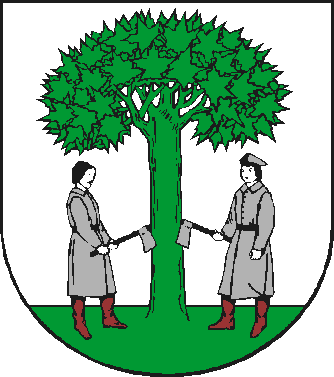
Escudo de Jaworzno.

Localización de Jaworzno.

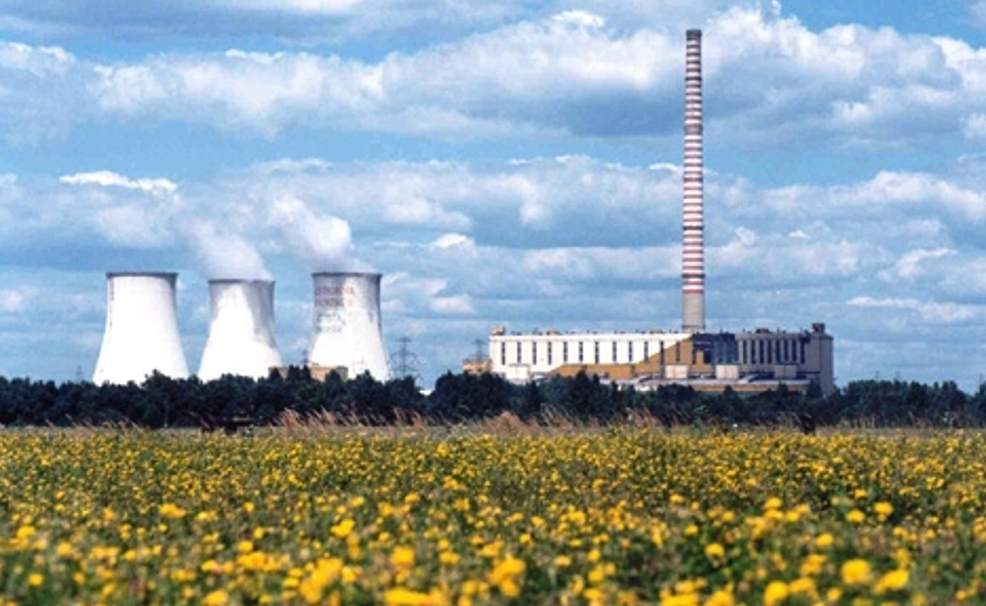
Industria de la ciudad.

Jaworzno es una ciudad polaca, que se encuentra ubicada en Alta Silesia, en la voivodia de Silesia, en el centro del Área Industrial de Silesia Superior. Jaworzno tiene 152,2 km² de superficie y una densidad de 627,6 hab/km². En esta ciudad viven 95 520 habitantes (2008), parte de los 2,58 millones que ocupan la conurbación conocida por área urbana de Silesia Superior.
Fue fundada en 1229, obteniendo el título de ciudad en 1901.
Tiene un clima continental húmedo, con una temperatura anual media de 8 °C y unas lluvias anuales de 750 mm, siendo julio el mes más lluvioso.

## Distritos

Distritos de Jaworzno.

- Bory
- Byczyna
- Cezarówka
- Ciężkowice
- Dąbrowa Narodowa
- Długoszyn
- Dobra
- Gigant
- Góra Piasku
- Jeleń (Deer)
- Jeziorki
- Koźmin
- Niedzieliska
- Pieczyska
- Siłownia
- Podwale
- Stare Miasto
- Szczakowa
- Śródmieście
- Wilkoszyn
- Wysoki Brzeg
- Osiedle Stale

- Datos: Q158006
- Multimedia: Jaworzno / Q158006